# Sudovčina
Sudovčina falu Horvátországban, Varasd megyében. Közigazgatásilag Martijanec község része.

## Fekvése
Varasdtól 14 km-re délkeletre, községközpontjától 1 km-re nyugatra a Varasd-Ludbreg főút mellett fekszik.

## Története
1857-ben 147, 1910-ben 228 volt a lakosai száma. 1920-ig Varasd vármegye Ludbregi járásához tartozott. 2001-ben 119 háza és 427 lakosa volt.

## Nevezetességei
Utikápolna a Szenvedő Krisztus szobrával.

## Külső hivatkozások
- A község alapiskolájának honlapja Archiválva 2011. július 16-i dátummal a Wayback Machine-ben
- Varasd megye kulturális emlékei[halott link]